# Републикански път III-818
Републикански път IIІ-818 е третокласен път, част от Републиканската пътна мрежа на България, преминаващ изцяло по територията на област Монтана. Дължината му е 36,2 km.
Пътят се отклонява надясно при 122,5 км на Републикански път II-81, източно от село Долно Церовене и се насочва на североизток през Западната Дунавска равнина, като по цялото си протежение следва левия бряг на река Цибрица. Последователно преминава през селата Дългоделци, Якимово и Черни връх и град Вълчедръм и завършва в село Долни Цибър на брега на река Дунав.
| Пътища, отклоняващи се надясно (населено място, № на пътя, посока на пътя) | km   | Пътища, отклоняващи се наляво (посока на пътя, № на пътя, населено място) |
| -------------------------------------------------------------------------- | ---- | ------------------------------------------------------------------------- |
| Община Якимово II-81, 122,5 km →                                           | 0,0  | → 122,5 km, II-81, Община Якимово                                         |
| с. Дългоделци                                                              | 2,5  | с. Дългоделци                                                             |
| с. Якимово                                                                 | 9    | → с. Якимово, общински път (за с. Комощица)                               |
| Община Вълчедръм                                                           | 14   | Община Вълчедръм                                                          |
| с. Черни връх                                                              | 15,1 | с. Черни връх                                                             |
| (от гр. Бяла Слатина) III-133, 51,4 km, гр. Вълчедръм →                    | 19,9 | гр. Вълчедръм                                                             |
| гр. Вълчедръм                                                              | 21,5 | → гр. Вълчедръм, 53 km, III-133 (до 146,2 km на II-81)                    |
| (за с. Разград) общински път ←                                             | 27,6 | → общински път (за с. Ботево)                                             |
| (за с. Разград) общински път ←                                             | 28,5 |                                                                           |
| (за с. Златия) общински път ←                                              | 31,7 | → общински път (за с. Игнатово)                                           |
| (до 40,9 km на II-34) II-11, 68,8 km ←                                     | 34,3 | ← 68,8 km, II-11 (от 19,7 km на I-1)                                      |
| с. Долни Цибър                                                             | 36,2 | с. Долни Цибър                                                            |

Забележка
1. ↑  На протежение от 1,6 km (от km 19,9 до km 21,5) Републикански път ІII-818 се дублира с Републикански път III-133 (от km 51,4 до km 53,0)